# Чекайте листів
Чекайте листів (рос. Ждите писем) — радянський художній фільм 1960 року, знятий на Свердловській кіностудії.

## Сюжет
На будівництво в Сибір приїжджає група молодих хлопців. З них формують бригаду, в завдання якої входить вирубка в глухій тайзі для траси під установку ліній високовольтних електропередач. Різні причини спонукали цих людей податися в тайгу і стати першопрохідцями. Один з них, колишній таксист Льонька (Анатолій Кузнецов), поїхав по великі заробітки, Римма (Олександра Зав'ялова) поїхала від нерозділеного кохання, вчорашній школяр Костя — по романтику й пригоди, а Володя (Микола Довженко) — щоб сховатися від темного минулого. Вдалині від міської суєти, в суворих умовах праці і невлаштованого побуту поступово вибудовуються стосунки між цими абсолютно різними людьми, а деякі зустрічають і своє кохання.

## У ролях
- Всеволод Абдулов — Костя
- Анатолій Кузнецов — Льонька Незваний, шофер
- Олександра Зав'ялова — Римма
- Олександр Лебедєв — Філіп Корнійович Чижик, демобілізований сержант
- Микола Довженко — Володя Аксаров, токар 7-го розряду
- Марія Львова — Ася, технік-доглядач
- Галина Ільїна — Дуся
- Григорій Гай — Едуард Михайлович Саркісян, начальник траси
- Костянтин Синіцин — Віктор Іванович Бобров, начальник будівництва
- Євген Зубар — Кім Громов, наречений Римми
- Вадим Грачов — Володимир Котов, тракторист 2-ї бригади
- Леонід Оболенський — батько Кості
- Олена Псарьова — мати Володимира
- Володимир Кадочников — фотокореспондент
- Ніна Лаженцева — мати Кості

## Знімальна група
- Режисер — Юлій Карасик
- Сценарист — Анатолій Гребнєв
- Оператори — Василь Кирбижеков, Геннадій Черешко
- Композитори — Кирило Молчанов, Карен Хачатурян
- Художник — Леонід Платов